# نیاگان
شهر نیاگان (به روسی: Нягань) در کشور روسیه و در اوکروگ خانتی-مانسی اوتونوموس واقع شده‌است.